# Золотой город (фильм)
Золотой город (нем. die Goldene Stadt) — немецкий цветной фильм режиссера Файта Харлана, снятый в Agfacolor в 1942 году. После крушения Третьего рейха запрещен союзниками. Запрет отменен в 1954 году.

## Сюжет
Анна, юная, невинная девушка, судетская немка, мечтает увидеть Прагу. Ее мать, чешка, вышла замуж за богатого земледельца, с которым переехала в провинцию. Она очень страдала от жизни в глухом селе, не могла к ней привыкнуть. Она утонула в болоте, находящемся в угодьях ее мужа, Йобста. Отец Анны вызывает инженера Литвейна из столицы, чтобы осушить проклятое болото. Анна в него влюбляется, хотя у нее уже есть жених. Тогда ее отец  отсылает инженера обратно в Прагу и уговаривает свою дочь вступить в брак с сыном соседнего фермера. Через некоторое время Анна получает открытку от своего любимого из Праги. Ее мечты о Золотом городе возрождаются. Нянюшка и экономка Марушка решает вмешаться и уговаривает свою воспитанницу поехать в Прагу, во время того, как ее отец отлучился по делам в соседнее село. У нее есть тайная цель — выйти замуж за отца Анны и стать наследницей поместья. 
Анна на поезде выезжает в Прагу. Она останавливается у своей тети, которая владеет табачной лавкой в центре города. Ее сын Тони приглашает Анну в театр. Она очарована Прагой. Тони работает в элитном ресторане. Лилия, хозяйка ресторана, которая также является его любовницей, обвиняет Тони в том, что он украл ее золотые вилки, и с позором увольняет его. Анна хочет уехать на поезде домой так как в этот день ее отец должен вернуться из соседнего села, но Тони уговаривает ее еще погостить в Праге. Отец Анны, узнав, что дочь нарушила его приказ, решает жениться на Марушке и наказать дочь, оставив все имение в наследство своей будущей жене. Проходит несколько недель, хозяйка ресторана подала на Тони в суд. На суде выяснилось, что вилки убрал другой официант. Тони желает вернуться к своей любовнице Лилии, но выясняется, что Ганнушка (так он ее зовет на чешский манер) забеременела. Тогда Тони прилюдно отрекается от своей двоюродной сестры и говорит, что никогда не женится на ней. 
Растерянная Анна бежит по Карлову мосту и пристально смотрит в воду. Барочные очертания «Новейшего Вавилона» отражаются в воде золотыми красками, склоняя ее к мысли о самоубийстве. Но потом мираж исчезает, и она на поезде возвращается в свое судетское село. Отец и Марушка празднуют свадьбу. Внезапно входит дочь. Все гости замерли. Ганнушка пристально смотрит на своего отца. Строгий отец сдерживает свои чувства, склоняет голову над тарелкой и медленно продолжает есть суп. Анна не может вынести того, что родной отец отрекся от нее, и бросается прочь. Все присутствующие на свадьбе понимают, что она (как когда-то ее мать) бежит к болоту. Ганнушка подбегает и стоит у могилы своей матери. На надгробье написано: «Здесь погибла Мария Йобст». Она горько плачет и винит себя, что предала рейх, свою родину и осквернила свои немецкие корни инцестом. Все гости бросаются ее разыскивать, последним выбегает Герр Йобст с факелом в руке. Марушка проклинает отца Анны и снимает свой свадебный венец с ожерельем. Ганнушка видит свет, идущий от тумана на болоте. Она считает, что это мать ее зовет и бросается в воду. Подбегают друзья Гера Йобста. Отец несет свою дочь, рыдая и клянет Золотой город, лишивший его жены и дочери. Он отдает свое имение соседу-фермеру, за которого она не захотела выйти замуж. Друзья Йобста намекают на то, что гибель его дочери — это месть за то, что он вызвал инженера, чтобы осушить болото и сделать там пашню. 
Последний кадр фильма показывает надгробье с новой надписью «Здесь погибла Мария Йобст и ее дочь Анна». Над могилой колосится пшеница, за кадром раздаются аккорды Б. Сметаны. Солнцестояние 1941 года. Жизнь продолжается.